# 枝川事件
枝川事件（えだがわじけん）とは、1949年（昭和24年）4月6日から4月13日にかけて東京都江東区枝川で発生した事件である。事件には在日朝鮮人連盟が関わっていた。

## 事件の発端
1948年12月2日、月島警察署は管内で発生した被害総額260万円にも及ぶ集団窃盗事件の容疑者2人を逮捕した。
取調べの結果、主犯が朝鮮人で今なお逃走中であることが判明、懸命の捜査が年が明けても続けられた。そして1949年4月6日に、主犯が東京都江東区枝川（朝鮮人地区として有名）に潜伏していることを突き止め、同日午後に捜査員3人が検挙に向かった。

## 事件の概要
1949年4月6日午後6時頃、3人の捜査員は主犯を発見、逮捕しようとした。しかし主犯は別人を主張、周りの朝鮮人数人も捜査員を見ていたため、任意同行に切り替えた。そして、屋外に出ようとしたところ、主犯は捜査員を突き飛ばし、裸足のまま逃走した。
捜査員は拳銃を3発威嚇発砲して制止しようとしたが、逃走を続けたため、遂に主犯に向けて発砲した。そしてなんとか逮捕することができたが、主犯はその際に負傷した。
それを見ていた約40人の朝鮮人が「仲間を殺したやつは殺してしまえ」と捜査員2人に襲い掛かり、殴る蹴るの暴行を加え重軽傷を負わせた上に在日朝鮮人連盟の施設に連行した（後に2人とも脱出に成功する）。もう1人の捜査員は、事態の重大性を察知し、近くの民家の電話を借りて枝川地区を所轄する深川警察署と月島警察署に通報した。
まもなく深川警察署と月島警察署の応援部隊が在日朝鮮人連盟の枝川支部に急行したが、激しい抵抗にあい、警察側に負傷者を続出させたが、アメリカ軍憲兵隊が来ると急に態度を軟化させた。
その後の交渉で朝鮮人側は暴行犯人の引渡しを確約したが、4月8日になっても引き渡さず、逆に捜査員の処分を求める有様であった。
4月9日より、警察は枝川地区に架かる橋に検問所を設置、通行者全員に検問を開始した。それと並行して内偵調査を行った。その結果、警察官に暴行した容疑者が割り出されたため、4月13日に一斉捜査が行われ、容疑者5人が逮捕された。4月19日までに更に10人が逮捕された。

## その後の顚末
検察は、事件の関係者9人を公務執行妨害罪、傷害罪で起訴し、有罪判決が下り確定した。また、事件の発端である集団窃盗事件の主犯も懲役4年の判決が下った。